# بایو لو سوک
بایو لو سوک (به فرانسوی: Bailleul-le-Soc) یک کمون (فرانسه) در فرانسه است که در اوآز واقع شده‌است. بایو لو سوک ۱۴٫۱۴ کیلومتر مربع مساحت دارد ۱۲۰ متر بالاتر از سطح دریا واقع شده‌است.